# Bathyraja hesperafricana
Bathyraja hesperafricana is een vissensoort uit de familie van de Arhynchobatidae. De wetenschappelijke naam van de soort is voor het eerst geldig gepubliceerd in 1995 door Stehmann.